# Platambus astrictovittatus
Platambus astrictovittatus är en skalbaggsart som först beskrevs av Helen K. Larson och Wolfe 1998.  Platambus astrictovittatus ingår i släktet Platambus och familjen dykare. Inga underarter finns listade i Catalogue of Life.